# Viola ucriana
La viola di Ucria (Viola ucriana Erben & Raimondo, 1995) è una pianta appartenente alla famiglia delle Violaceae, endemica della Sicilia.
Il nome è un omaggio alla memoria del botanico siciliano Bernardino da Ucria.

## Descrizione
È una pianta erbacea sempreverde.

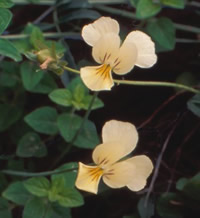

Le foglie sono di colore verde-grigiastro.
I fiori sono gialli e fioriscono tra aprile e giugno.

## Distribuzione e habitat
È un endemismo puntiforme della Sicilia, reperibile solo sul Monte Pizzuta, all'interno della Riserva naturale orientata Serre della Pizzuta, vicino Piana degli Albanesi (PA).
L'areale della specie è di soli 0,2 km².
Cresce ad una altitudine di 800-1.300 m, su terreni calcarei scoscesi, popolati da una vegetazione di gariga (Erica multiflora) o prateria mediterranea (Ampelodesmos mauritanicus).

## Conservazione
La Viola ucriana è considerata dalla IUCN una specie in pericolo critico di estinzione ed è stata inserita nella lista delle 50 specie botaniche più minacciate della area mediterranea.